# Metlić
Metlić (en serbe cyrillique : Метлић) est un village de Serbie situé sur le territoire de la ville de Šabac, district de Mačva. Au recensement de 2011, il comptait 917 habitants.

## Démographie

### Évolution historique de la population
| 1948  | 1953  | 1961  | 1971  | 1981  | 1991  | 2002  | 2011 |
| ----- | ----- | ----- | ----- | ----- | ----- | ----- | ---- |
| 2 154 | 2 211 | 1 933 | 1 749 | 1 606 | 1 353 | 1 190 | 917  |

|  |